# Ганнівка (Семенівський район)
Ганнівка — колишнє село в Україні, Семенівському районі Чернігівської області. Підпорядковувалось Погорільській сільській раді.
Розташовувалося за 5 км на південь від Погорільців, на висоті 162 м над рівнем моря.
Складалося з двох вулиць — поздовжньої довжиною 400 м та поперечної, що через 200 м робила поворот на 90° на схід і далі йшла паралельно першій вулиці ще бл.200 м.
Вперше згадане 1859 року як хутор Аннинський, що складався з 1 двору, де мешкало 2 осіб.
Станом на 1986 рік у селі проживало 20 жителів. 27 серпня 2005 року Чернігівська обласна рада зняла село з обліку, оскільки в ньому ніхто не проживає.
Територія села поступово заростає лісом, однак колишні вулиці простежуються на місцевості. Подекуди збереглися залишки садів.